# Vespa bicincta
Vespa bicincta är en getingart som beskrevs av Johann Ludwig Christian Gravenhorst 1807. Vespa bicincta ingår i släktet bålgetingar, och familjen getingar. Inga underarter finns listade i Catalogue of Life.